# Paolo di Giovanni Fei
Paolo di Giovanni Fei (Siena, 1345 — 1411) foi um pintor italiano da escola sienesa.

## Obra
- Madonna con il Bambino, Milão, Pinacoteca de Brera
- Annunciazione, La Spezia, Museo Civico di Arte Antica Medievale e Moderna "Amedeo Lia"
- Presentazione della Vergine al tempio, Galeria Nacional de Arte em Washington